# Вилхелм Вайтлинг
Вилхелм Вайтлинг (5 октомври 1808 – 24 януари 1871) е значим европейски радикален мислител през XIX век.
Едновременно хвален и критикуван от основателите на развиващия се марксизъм през XIX век, Вайтлинг е описван като „утопичен социалист" от Карл Маркс и Фридрих Енгелс, Енгелс го представя за „основател на германския комунизъм“.
Работи като шивач, обществен активист и откривател в САЩ.

## За него
- Frederick Converse Clark, A Neglected Socialist, Annals of the American Academy of Political and Social Science, vol. 5 (March 1895), pp. 66 – 87.
- Bruce Levine, The Spirit of 1848: German Immigrants, Labor Conflict, and the Coming of the Civil War. Urbana, IL: University of Illinois Press, 1992.
- Hans Mühlestein, „Marx and the Utopian Wilhelm Weitling“, Science & Society, vol. 12, no. 1 (Winter 1948), pp. 113 – 129.
- Daniel Nagel, Von republikanischen Deutschen zu deutsch-amerikanischen Republikanern. Ein Beitrag zum Identitätswandel der deutschen Achtundvierziger in den Vereinigten Staaten 1850 – 1861. St. Ingbert, 2012.
- Waltraud Seidel-Höppner, Wilhelm Weitling, 1808 – 1871: Eine politische Biographie. In two volumes. Frankfurt am Main, Germany: Peter Lang, 2014.
- Waltraud Seidel-Höppner, Wilhelm Weitling Leben und Politisches Wirken. Leipzig, Germany: Rosa-Luxembourg-Verein, 1993.
- Carl Wittke, The Utopian Communist: A Biography of Wilhelm Weitling, Nineteenth-Century Reformer. Baton Rouge, LA: Louisiana State University Press, 1950.